# Stockholmská radnice
Budova Stockholmské radnice (švédsky: Stockholms stadshus nebo Stadshuset) je budova Městské rady Stockholmu, hlavního města Švédska.
Stojí na ostrově Kungsholmen, byla postavena v místě, kde původně stál Velký mlýn Eldkvarn.
Stavbu navrhl architekt Ragnar Östberg a byla postavena v letech od 1911 do 1923.
Na stavbu bylo použito osm milionů červených cihel.
Má dvě velká obdélníková nádvoří se společným středem, vnější nádvoří a vnitřní dvůr.
Vnitřní dvůr byl původně zamýšlen v modré barvě a je také nazýván „Modré nádvoří“ (švédsky: Blå hallen), a to i přes to, že Östberg změnil názor a rozhodl se zůstat u červených cihel. Jejich barvu považoval za krásnější. Modré nádvoří je pravděpodobně nejznámější jako jídelní sál užívaný k banketům po každoročním slavnostním předávání Nobelových cen. Varhany v Modrém nádvoří jsou s 10 270 píšťalami největší ve Skandinávii.
Na vrcholku 106 metrů (348 stop) vysoké věže je vidět tři koruny, starý národní symbol Švédska.

## Galerie

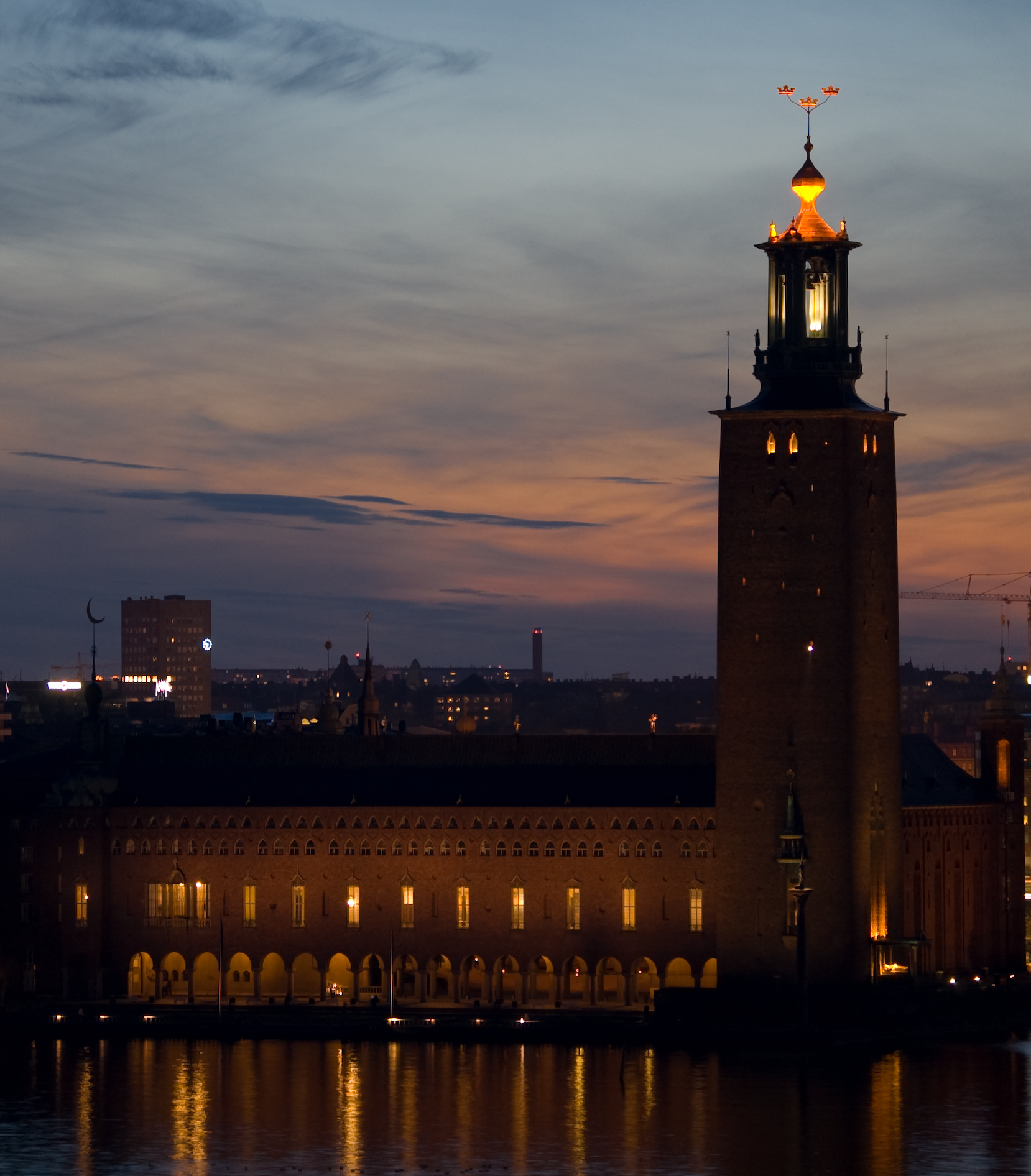
Stockholmská radnice
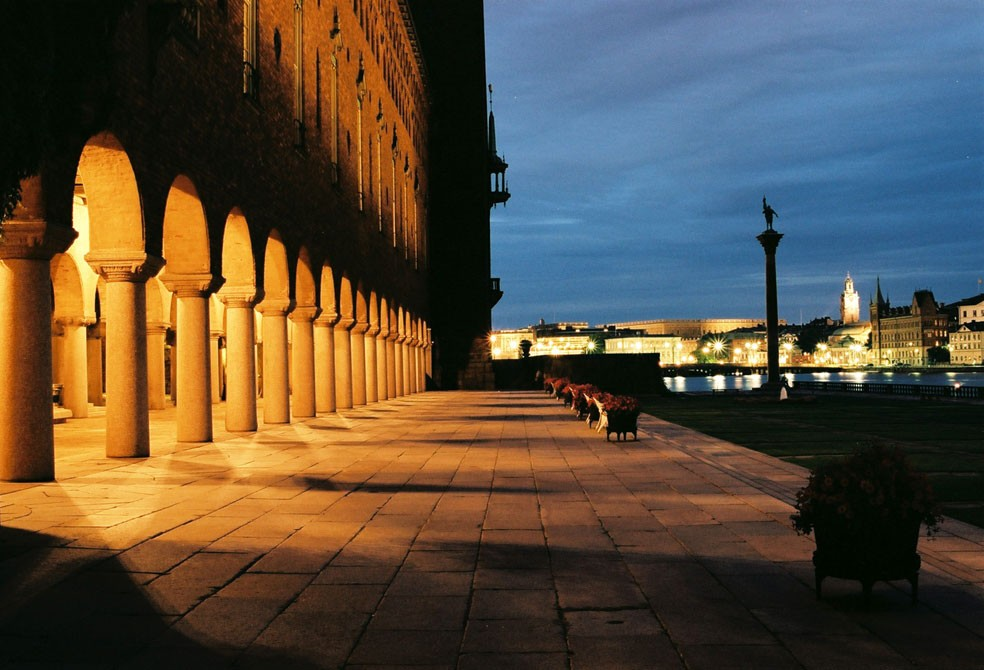
Stockholmská radnice v noci.
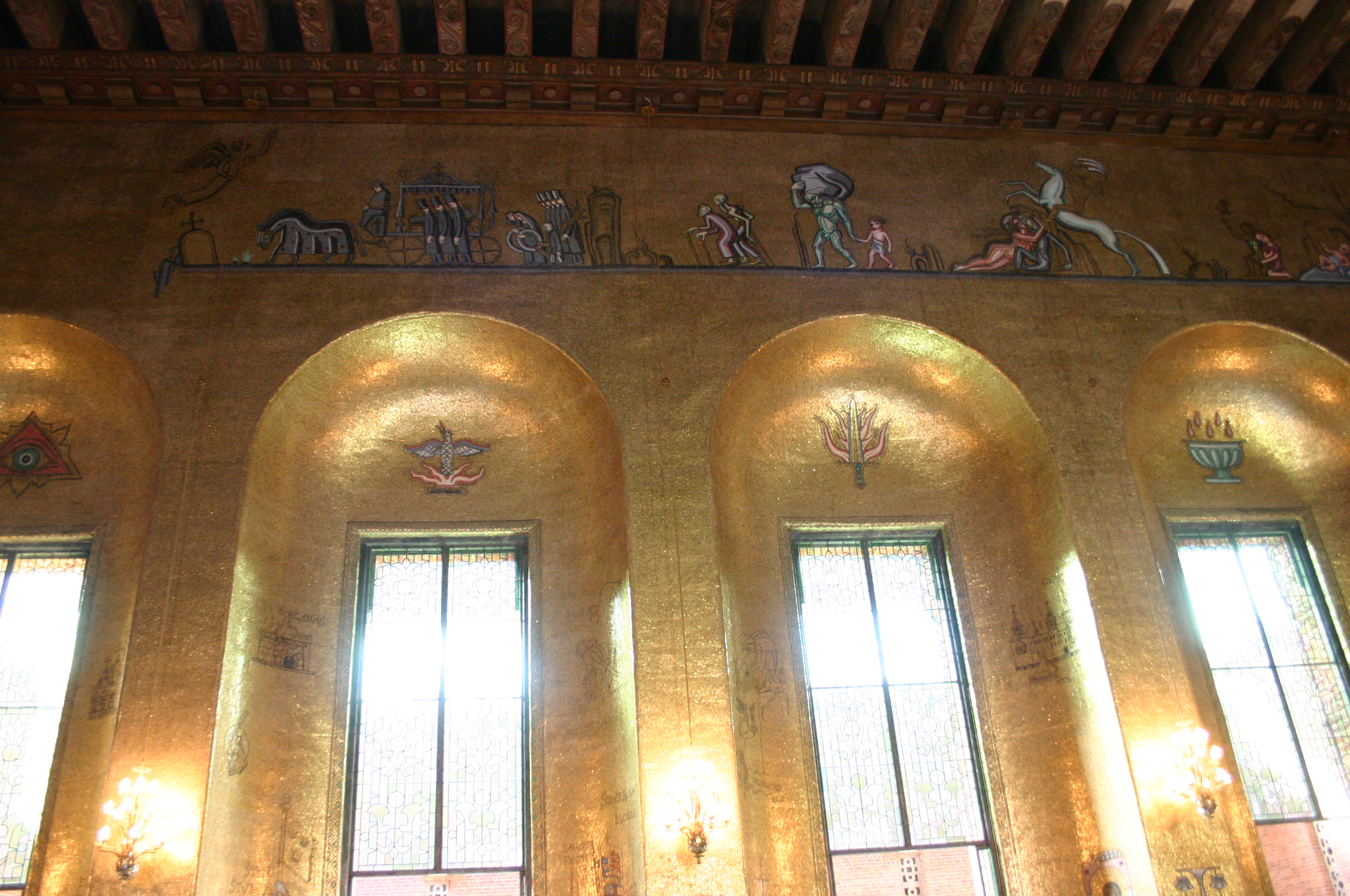
Zlatý pokoj ve Stockholmské radnici.
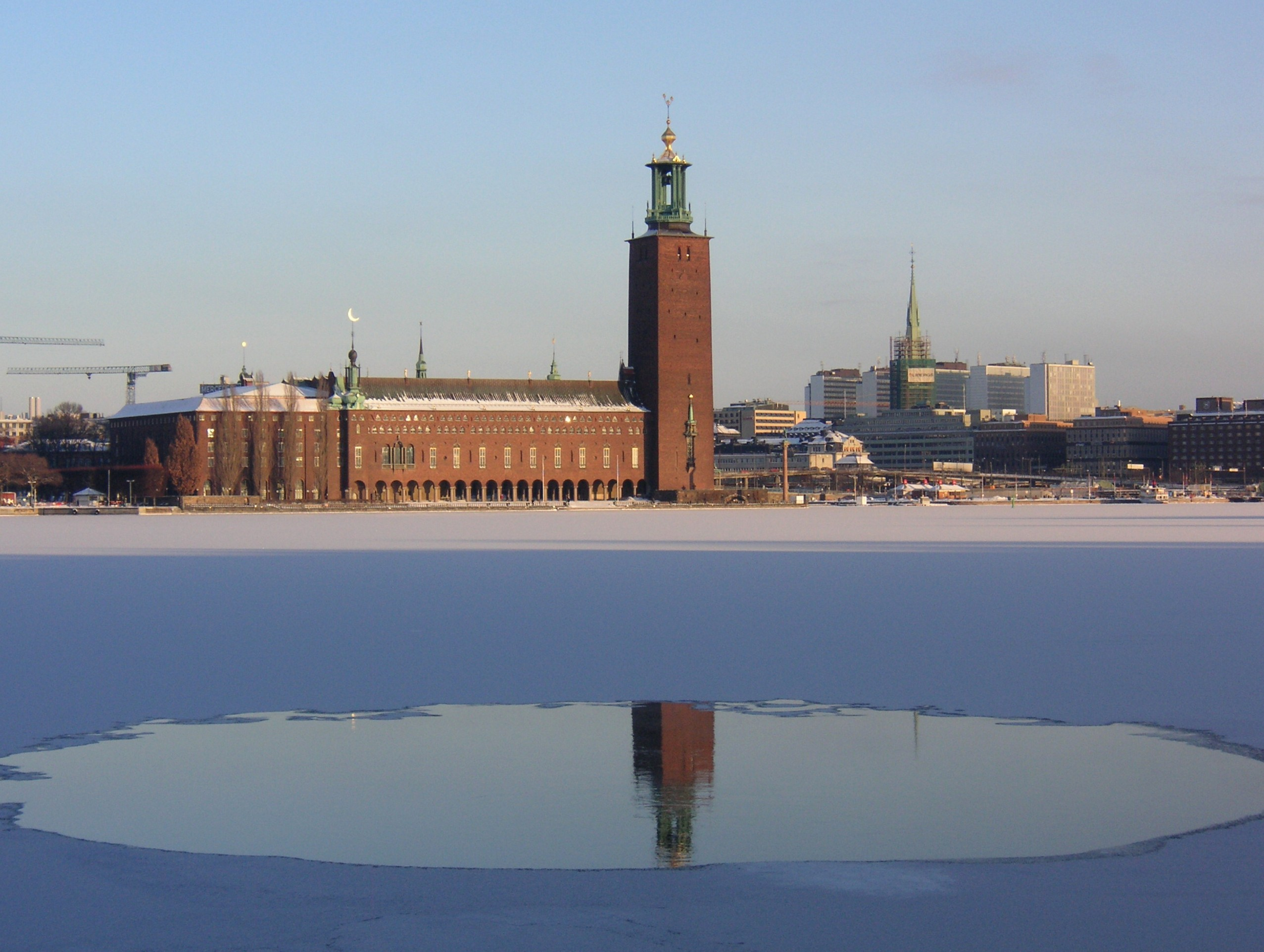
Stockholmská radnice, pohled v lednu přes jezero Mälaren v lednu.
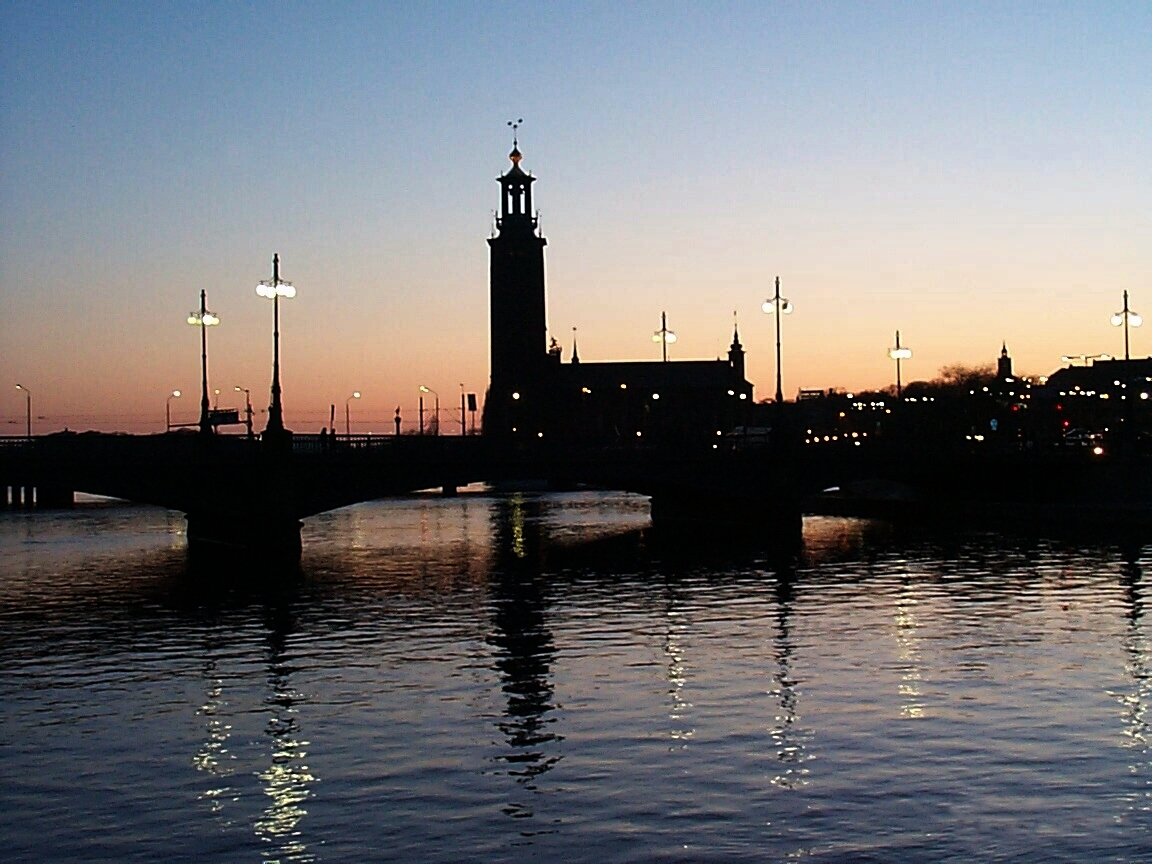
Stockholmská radnice při západu slunce.